# Antíoco I de Comagene
Este artículo se refiere al rey de Comagene del siglo I a. C. Para el rey seléucida, consulte Antíoco II Teos.
Antíoco I Theos Dikaios Epífanes Filorhomaios Filoheleno (en griego:Αντίοχος Θεός Δίκαιος Επιφανής Φιλορωμαίος Φιλέλλην , (86−38 a. C.) fue un rey de una zona del este de la actual Turquía, que gobernó entre el 70 a. C. y el 38 a. C.).
También es conocido como Antíoco I Teos de Comagene o Antíoco I. 
Las ruinas del túmulo funerario de Antíoco Teos, situadas en la cima del monte Nemrut, entraron en la lista de Patrimonio de la Humanidad de la Unesco en 1987.

## Familia, antepasados y juventud
Antíoco I fue probablemente el único hijo del rey Mitrídates I Calínico y la reina Laódice VII Tea de Comagene. La ascendencia de Antíoco era mitad armenia y mitad griega. El padre de Antíoco, Mitrídates, era hijo del rey de Comagene Sames II Teosebes Dikaios, aunque se desconoce quién fue su madre. El linaje de Mitrídates le relacionaba directamente con los reyes del Imperio parto y, de acuerdo con los hallazgos arqueológicos del monte Nemrut, también era descendiente del rey Darío I el Grande.
Por su parte, la madre de Antíoco, Laódice VII Tea, fue una princesa greco-siria del Imperio seléucida. El padre de Laódice fue el rey greco-sirio Antíoco VIII Gripo, mientras que su madre fue la princesa griega ptolemaica y posterior reina siria Trifena (véase Cleopatra VI). De esta forma, Antíoco era descendiente directo del primer rey greco-sirio, Seleuco I Nicátor, el primer faraón griego de Egipto, Ptolomeo I Sóter, el rey griego Antígono I Monóftalmos, el rey griego Lisímaco de Tracia y el rey griego Antípatro de Macedonia. Todos ellos habían servido como generales bajo el reinado del rey macedonio Alejandro Magno. El matrimonio de los padres de Antíoco formó parte de una alianza de paz entre sus reinos, mientras que su padre había abrazado la cultura griega. Se conoce poco de su juventud. Cuando su padre murió, en el año 70 a. C., Antíoco le sucedió en el trono.
Se desconoce el nombre de la mujer de Antíoco. Sin embargo, se sabe que tuvieron tres descendientes: un hijo, Mitrídates II de Comagene, que sucedió a Antíoco cuando murió en el año 38 a. C.; otro hijo, Antíoco II de Comagene, quien murió asesinado según las órdenes del emperador Augusto en el año 29 a. C.; y una hija (cuyo nombre se desconoce), que se casó con el rey Orodes II de Partia.

## Relaciones con los romanos
Mientras la República romana se anexionaba territorios en Anatolia gracias a una diplomacia muy hábil, Antíoco fue capaz de mantener la independencia de Comagene. El nombre de Antíoco se menciona por primera vez en el año 69 a. C., cuando el general Lucio Licinio Lúculo llevó a cabo la campaña contra el rey armenio Tigranes II el Grande.
Antíoco firmó la paz con el general Pompeyo en el año 64 a. C., cuando éste invadió Siria. Antíoco y Pompeyo se convirtieron en aliados. Cuando Marcus Tullius Cicero era procónsul de Cilicia, en el año 51 a. C., Antíoco le proporcionó información sobre los movimientos de los partos. Además, durante la guerra civil entre Julio César y Pompeyo, Antíoco ayudó a este último proporcionándole soldados.
En el año 38 a. C., un legado del triunviro Marco Antonio, Publio Ventidio Baso, tras vencer a los partos, quiso declarar la guerra contra Antíoco y su reino. Marco Antonio y Ventidio se sintieron atraídos por los tesoros y la riqueza de Comagene, pero cuando la declaración del cerco a Comanege y su capital, Samosata, era inminente, Antíoco firmó la paz con ambos.

## Monte Nemrut

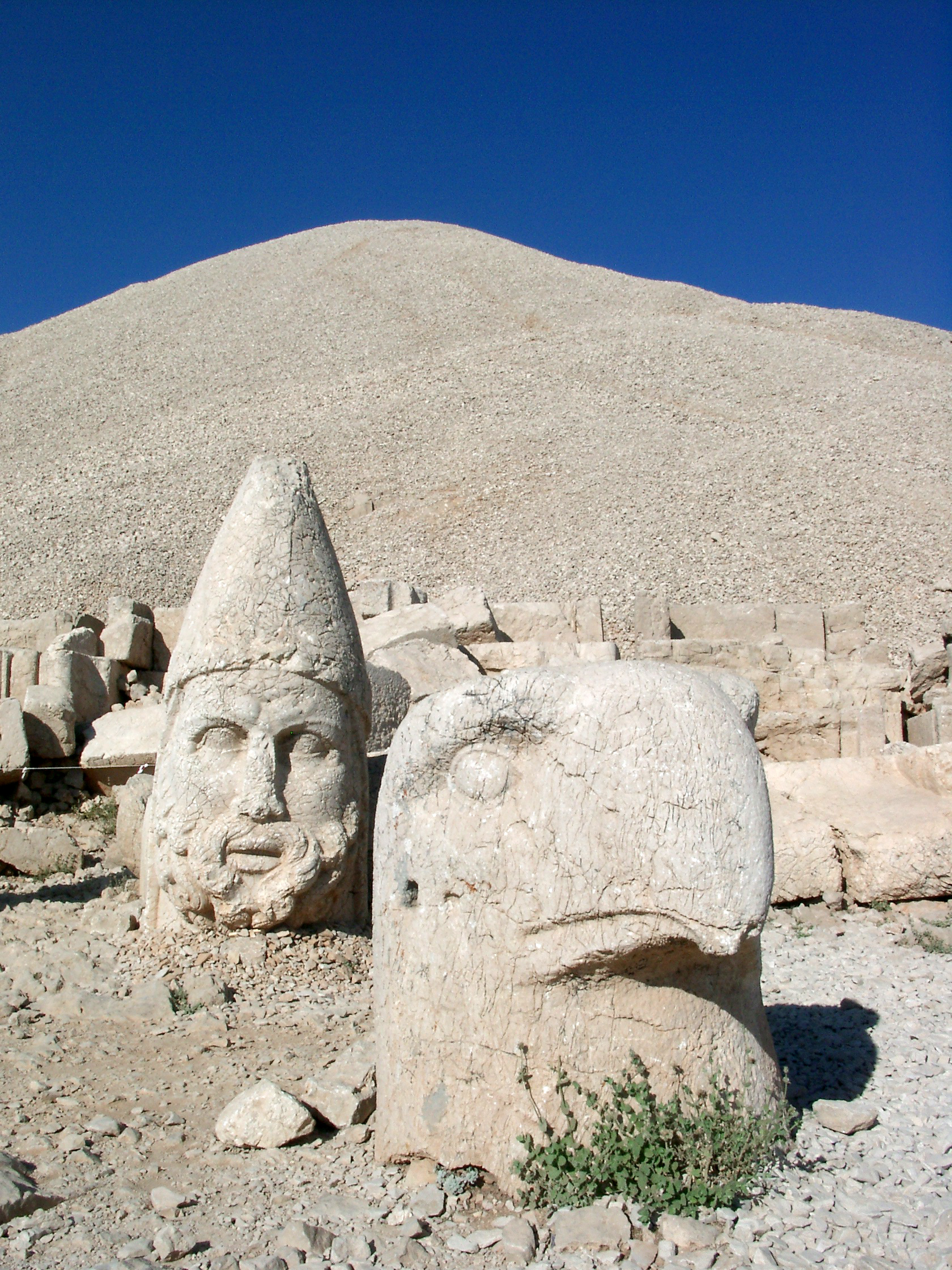
Estatuas de dioses y túmulo funerario de Antíoco I de Comagene en la cima del Monte Nemrut

Antíoco es conocido por haber levantado el impresionante santuario religioso de Nemrut Dağ o Monte Nemrut. Cuando Antíoco era rey, creó un auténtico culto real a sí mismo y se preparó para que lo adorasen tras su muerte. Para ello, Antíoco se inspiró en una forma helenizada del Zoroastrismo. Antíoco dejó numerosas inscripciones en griego que revelan numerosos aspectos de su religión y explican el propósito de sus acciones. En una inscripción, Antíoco sugiere que su tumba se coloque en un lugar elevado y sagrado, lejos de la gente y cerca de los dioses con los que se encuentra. Antíoco quería que se conservase su cuerpo para la eternidad. Los dioses a los que veneraba eran un sincretismo de diferentes deidades griegas y persas, algunas de las cuales eran personificaciones del Sol, la Luna y los planetas. Las monumentales efigies tenían influencias persas y griegas. Las persas se aprecian en las vestimentas, los sombreros y el tamaño colosal de las deidades. Por su parte, las influencias griegas se ven en la representación de los dioses y los antepasados del rey. Las deidades contaban con rasgos y estilos claramente griegos.
Antíoco practicaba un tipo de astrología esotérico y sentó las bases para la reforma del calendario, uniendo el año de Comagene, que hasta entonces se había basado en el movimiento de la luna, y el ciclo sótico (de Sotis) utilizado por los egipcios como base de su calendario. A partir de esto, se puede pensar que Antíoco conocía, posiblemente muy bien, el Hermetismo.
Su tumba se construyó de forma que se pudiesen realizar celebraciones religiosas. Cada mes, Antíoco tenía dos fiestas: su cumpleaños, el día 10 de cada mes, y su coronación, el día 16. Además, destinaba fondos para los eventos.
Los sacerdotes portaban trajes tradicionales persas y adornaban las efigies con coronas de oro como forma de veneración a los antepasados. También colocaban incienso y hierbas, además de realizar sacrificios en los altares. Se invitaba a todos los ciudadanos y soldados a los banquetes en honor del ilustre fallecido. Durante las celebraciones, toda actitud reticente estaba prohibida; los sacerdotes decretaban que la gente debía divertirse, comer y beber vino. Aunque se permitía el vino, solo se permitía que se consumiese durante la celebración. Antíoco creó un grupo de mujeres que interpretaban piezas musicales durante los banquetes. Las estatuas del monte Nemrut permanecieron olvidadas durante siglos, hasta que, en 1883, fueron encontradas por arqueólogos alemanes; sin embargo, la tumba de Antíoco I todavía no ha sido descubierta.
Según las inscripciones, parece que Antíoco fue una persona pía, de una gran generosidad. En otra ciudad del reino, Arsameia, se encontraron las ruinas del palacio real. Se conoce como Eski Vale o Castillo Viejo. En Arsameia, Antíoco dejó numerosas inscripciones en griego en las que se explica su programa de obras públicas y cómo embelleció la ciudad.
| Predecesor: Mitrídates I Calínico | Rey de Comagene 70 a. C. − 38 a. C. | Sucesor: Mitrídates II Antíoco Epífanes Filorromano Filoheleno Monocrites |

## Libros
- Adrian Gilbert, Magi, Bloomsbury Publishing, 1996.